# 中年好聲音系列
《中年好聲音系列》（英語：Midlife, Sing & Shine!）為香港無綫電視製作的中年音樂選秀節目系列，第一季於2022年開播，第二季2023年開播，第三季則在2024年開播，第四季預定在2025年開播。

## 主要節目
| 節目名稱        | 啟播年份 | 舉辦城市                          | 播映日期                      | 常駐評審                       | 資料來源 |
| 《中年好聲音》  | 2022     | 香港                              | 2022年11月27日－2023年4月23日 | 周國豐 張佳添 肥媽 伍仲衡      | [ 1 ]    |
| 《中年好聲音2》 | 2023     | 香港                              | 2023年9月10日－2024年3月24日  | 周國豐 張佳添 肥媽 伍仲衡      | [ 2 ]    |
| 《中年好聲音3》 | 2024     | 香港 廣州 深圳 珠海 新加坡 吉隆坡 | 2024年9月1日－2025年5月11日   | 周國豐 張佳添 肥媽 伍仲衡 海兒 | [ 3 ]    |
| 《中年好聲音4》 | 2025     | 香港                              | 2025年                        |                                | [ 4 ]    |

## 第一季相關節目
- 《中年好聲音紅白大戰》
- 《中年好聲音追夢之旅》
- 《大笪地唱不停》
- 《紅白聲級戰》

## 第二季相關節目
- 《中年好聲音2 100強大召集》
- 《中年好聲音2 Ready! Go!》
- 《中年好聲音2之決戰前夕》
- 《中年好聲音2紅白大戰》

## 第三季相關節目
- 《中年好聲音3 決戰星馬》
- 《中年好聲音3 決戰大灣區》
- 《中年好聲音3 星馬大灣PK戰》
- 《中年好聲音3 100強誕生》
- 《中年好聲音3 決戰前夕》
- 《中年好聲音3 紅白大戰》
- 《中年好聲音3 321經典大戰》
- 《好聲音夏日音樂會》